# Sylvain Wiltord
Sylvain Wiltord (wym. [silˈvɛ̃ wilˈtoʁ]; ur. 10 maja 1974 w Neuilly-sur-Marne) – francuski piłkarz pochodzenia gwadelupskiego występujący na pozycji napastnika.

## Kariera klubowa
Wiltord rozpoczął karierę w Stade Rennais, gdzie w sezonie 1993/1994 w 26 występach zdobył 8 bramek. W 1996 roku przeszedł do hiszpańskiego Deportivo La Coruna. Jednak nie zdążył rozegrać tam żadnego spotkania, gdyż wypożyczono go do jego poprzedniego klubu – Stade Rennais. Po powrocie do klubu, został sprzedany do Girondins Bordeaux. W trakcie gry dla tego klubu, w 1999 roku zdobył mistrzostwo Francji.
W sierpniu 2000 za 13 milionów funtów przeszedł do angielskiego Arsenalu. Rozegrał 176 spotkań dla The Gunners. Czasami wraz z Thierrym Henry występował w ataku. Grywał także na skrzydle. W sezonie 2001/2002 wywalczył Puchar Anglii oraz mistrzostwo tego kraju. W czerwcu 2008 na 33. miejscu został wpisany na listę 50 najlepszych piłkarzy Arsenalu w historii.
Latem 2004, kiedy wygasła jego umowa z klubem, powrócił do Francji. Podpisał kontrakt z Olympique Lyon. W barwach tego klubu 3 razy sięgnął po mistrzostwo Francji oraz dotarł do 1/4 finału Pucharu UEFA.
W sierpniu 2007 podpisał 2-letni kontrakt ze Stade Rennais. Grał tam do roku 2009. W tym czasie wystąpił w 41 ligowych meczach oraz zdobył jedną bramkę. W styczniu 2009 roku podpisał kontrakt z innym francuskim zespołem, Olympique Marsylia. W styczniu 2010 roku podpisał kontrakt z FC Metz. W czerwcu 2012 ogłosił zakończenie kariery.
| Sezon   | Klub                    | Kraj    | Rozgrywki      | Mecze | Bramki | Rozgrywki Europy   | Mecze | Bramki |
| ------- | ----------------------- | ------- | -------------- | ----- | ------ | ------------------ | ----- | ------ |
| 1992/93 | Stade Rennais FC        | Francja | Division 2     | 2     | 0      | –                  | –     | –      |
| 1993/94 | Stade Rennais FC        | Francja | Division 2     | 26    | 9      | –                  | –     | –      |
| 1994/95 | Stade Rennais FC        | Francja | Division 1     | 25    | 5      | –                  | –     | –      |
| 1995/96 | Stade Rennais FC        | Francja | Division 1     | 37    | 15     | –                  | –     | –      |
| 1996/97 | Stade Rennais FC (wyp.) | Francja | Division 1     | 35    | 3      | –                  | –     | –      |
| 1997/98 | Girondins Bordeaux      | Francja | Division 1     | 34    | 10     | Liga Europy UEFA   | 2     | 0      |
| 1998/99 | Girondins Bordeaux      | Francja | Division 1     | 33    | 22     | Liga Europy UEFA   | 8     | 5      |
| 1999/00 | Girondins Bordeaux      | Francja | Division 1     | 32    | 13     | Liga Mistrzów UEFA | 12    | 4      |
| 2000/01 | Arsenal F.C.            | Anglia  | Premier League | 27    | 8      | Liga Mistrzów UEFA | 13    | 1      |
| 2001/02 | Arsenal F.C.            | Anglia  | Premier League | 32    | 10     | Liga Mistrzów UEFA | 11    | 1      |
| 2002/03 | Arsenal F.C.            | Anglia  | Premier League | 34    | 10     | Liga Mistrzów UEFA | 12    | 1      |
| 2003/04 | Arsenal F.C.            | Anglia  | Premier League | 12    | 3      | Liga Mistrzów UEFA | 4     | 0      |
| 2004/05 | Olympique Lyon          | Francja | Ligue 1        | 25    | 3      | Liga Mistrzów UEFA | 8     | 6      |
| 2005/06 | Olympique Lyon          | Francja | Ligue 1        | 35    | 12     | Liga Mistrzów UEFA | 10    | 2      |
| 2006/07 | Olympique Lyon          | Francja | Ligue 1        | 22    | 5      | Liga Mistrzów UEFA | 6     | 0      |
| 2007/08 | Stade Rennais FC        | Francja | Ligue 1        | 25    | 6      | Liga Europy UEFA   | 4     | 0      |
| 2008/09 | Stade Rennais FC        | Francja | Ligue 1        | 6     | 0      | Liga Europy UEFA   | 2     | 0      |
| 2008/09 | Olympique Marsylia      | Francja | Ligue 1        | 13    | 1      | –                  | –     | –      |
| 2009/10 | FC Metz                 | Francja | Ligue 2        | 15    | 3      | –                  | –     | –      |
| 2010/11 | bez klubu               | –       | –              | –     | –      | –                  | –     | –      |
| 2011/12 | FC Nantes               | Francja | Ligue 2        | 33    | 8      | –                  | –     | –      |

Stan na: 20 sierpnia 2012 r.

## Kariera reprezentacyjna
Przyczynił się do zdobycia przez drużynę Francji tytułu Mistrza Europy w 2000 roku oraz Pucharu Konfederacji w latach 2001 i 2003. W reprezentacji tego kraju rozegrał 92 mecze i strzelił 26 goli.